# Ouled Sellam
Ouled Sellam è un comune dell'Algeria, situato nella provincia di Batna.